# Łysina (Góry Kamienne)
Łysina (niem. Rabeberg, 515 m n.p.m.) – wzniesienie w zachodniej części Czarnego Lasu, w Górach Kamiennych, w Sudetach Środkowych.
Szczyt położony jest na południowo-zachodnim krańcu Czarnego Lasu, w grzbiecie odchodzącym od Bukowiny. Ogranicza od północnego wschodu Bramę Czadrowską.
Zbudowany z permskich melafirów (trachybazaltów), które były wydobywane w kilku kamieniołomach.
Wierzchołek porośnięty lasem, niżej rozciągają się łąki.